# Parafia św. Doroty w Winnej Poświętnej
Parafia pw. św. Doroty w Winnej Poświętnej – rzymskokatolicka parafia z siedzibą w Winnej Poświętnej, należąca do dekanatu Ciechanowiec, diecezji drohiczyńskiej, metropolii białostockiej. Została założona ok. 1432 roku. 
Obecnym proboszczem parafii jest ks. kanonik Krzysztof Kisielewicz.

## Zasięg parafii
Do parafii należą wierni z miejscowości: Kobusy, Koce-Basie, Koce-Piskuły, Koce-Schaby, Kułaki, Łempice, Radziszewo-Króle, Radziszewo-Sieńczuch, Radziszewo-Sobiechowo, Radziszewo Stare, Trzaski, Winna-Chroły, Winna-Poświętna, Winna Stara, Winna-Wilki i Winna-Wypychy.

## Galeria

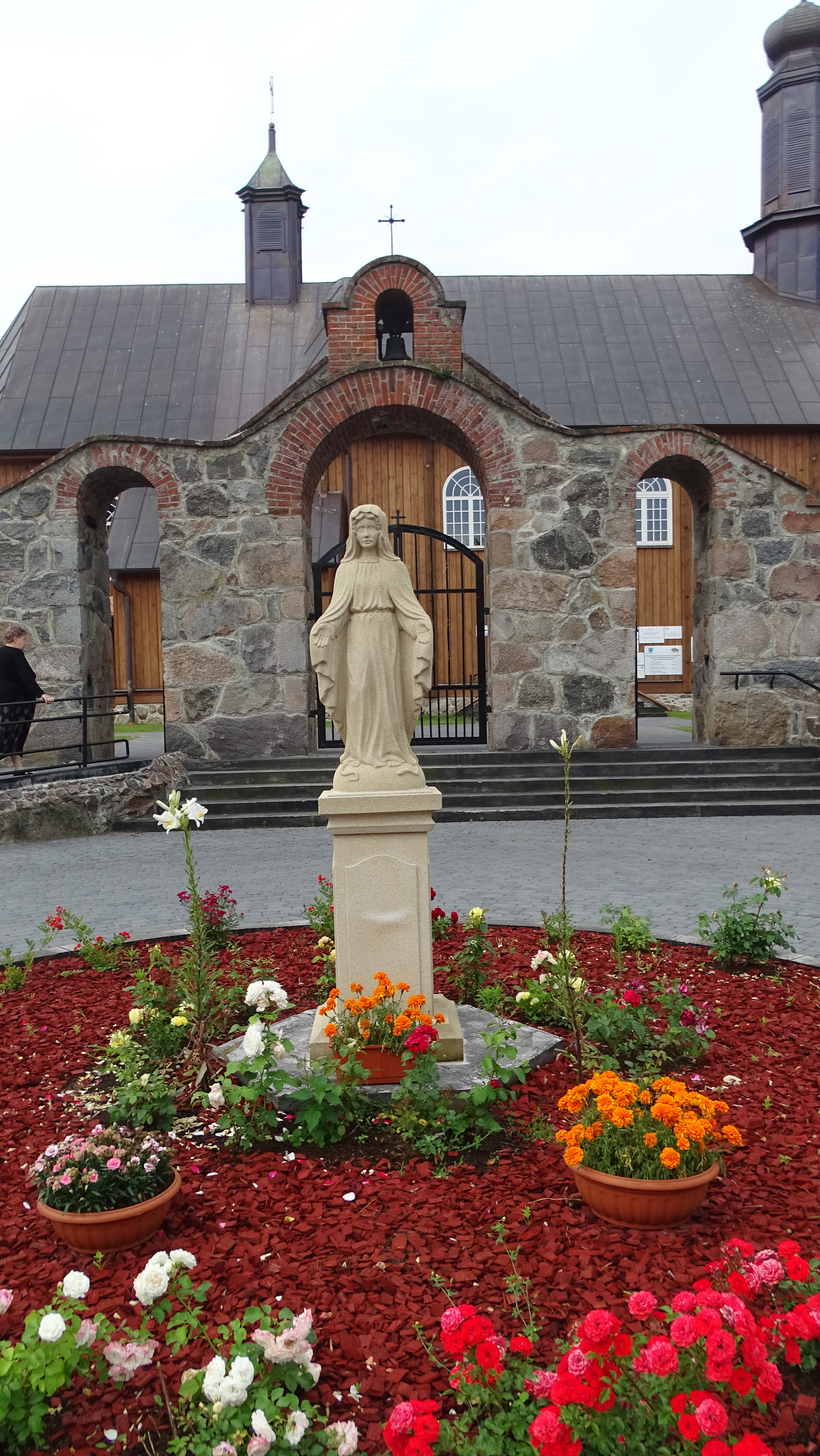
figurka św. Doroty
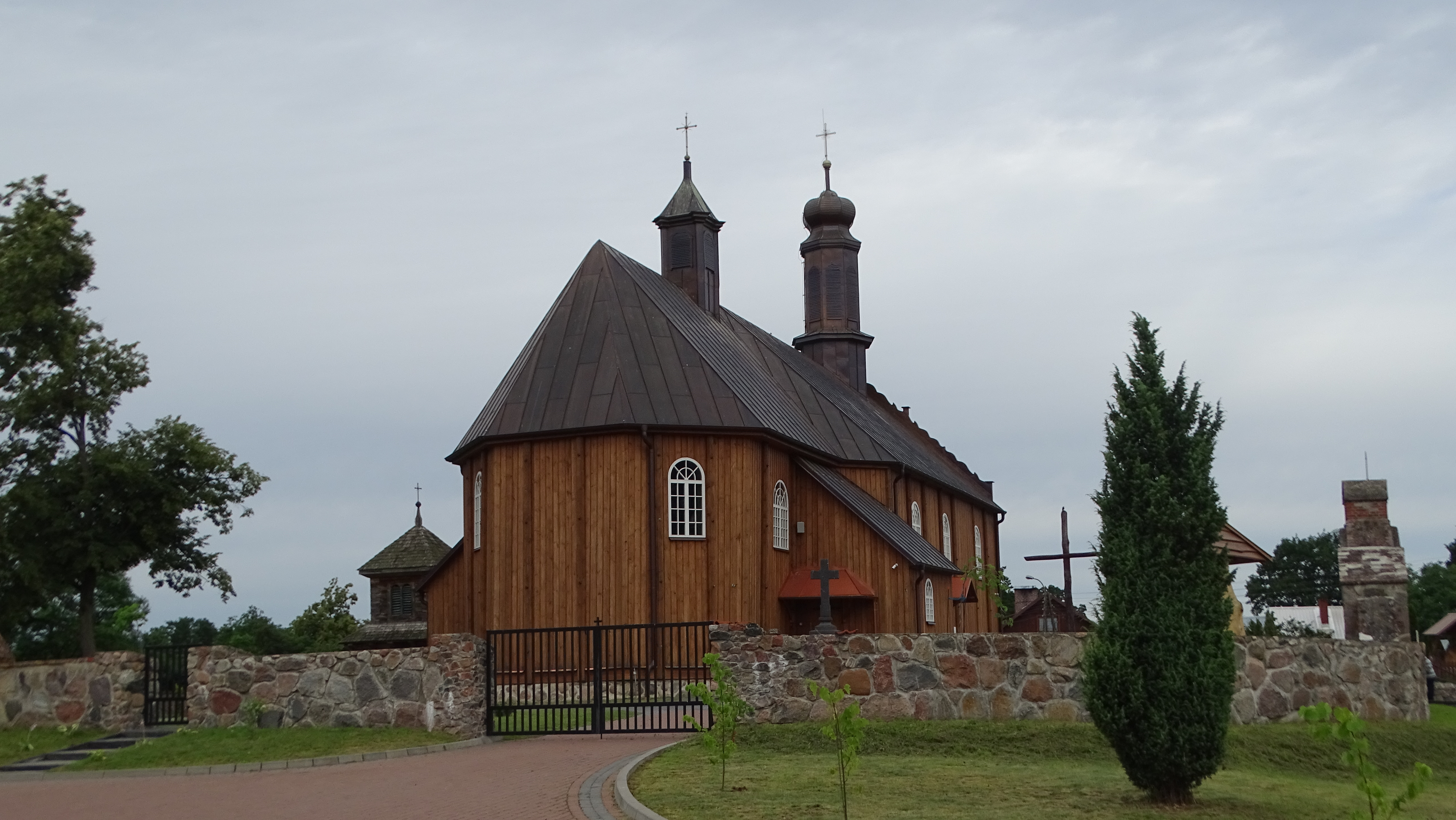
Kościół św. Doroty od strony plebanii
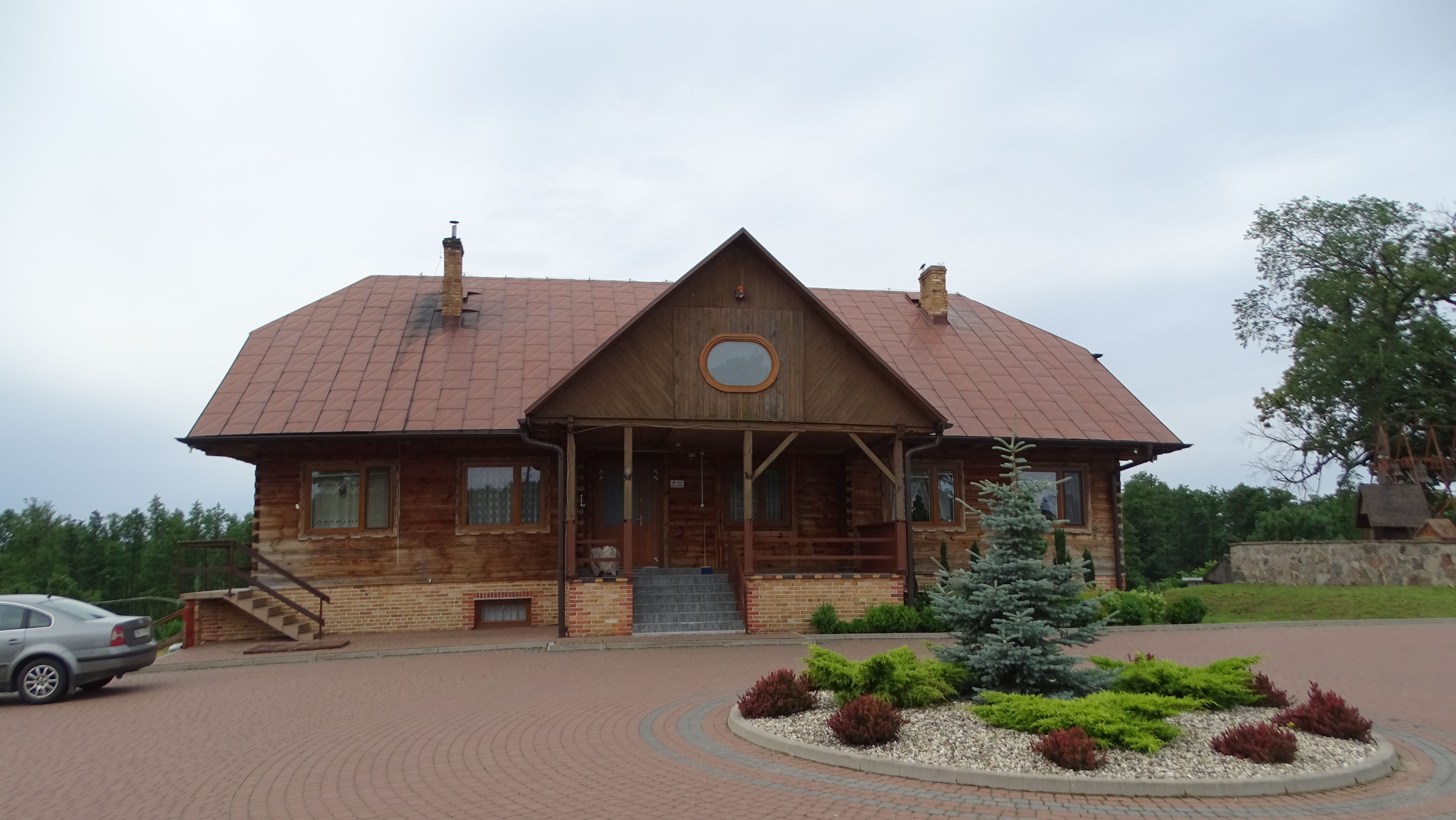
Plebania
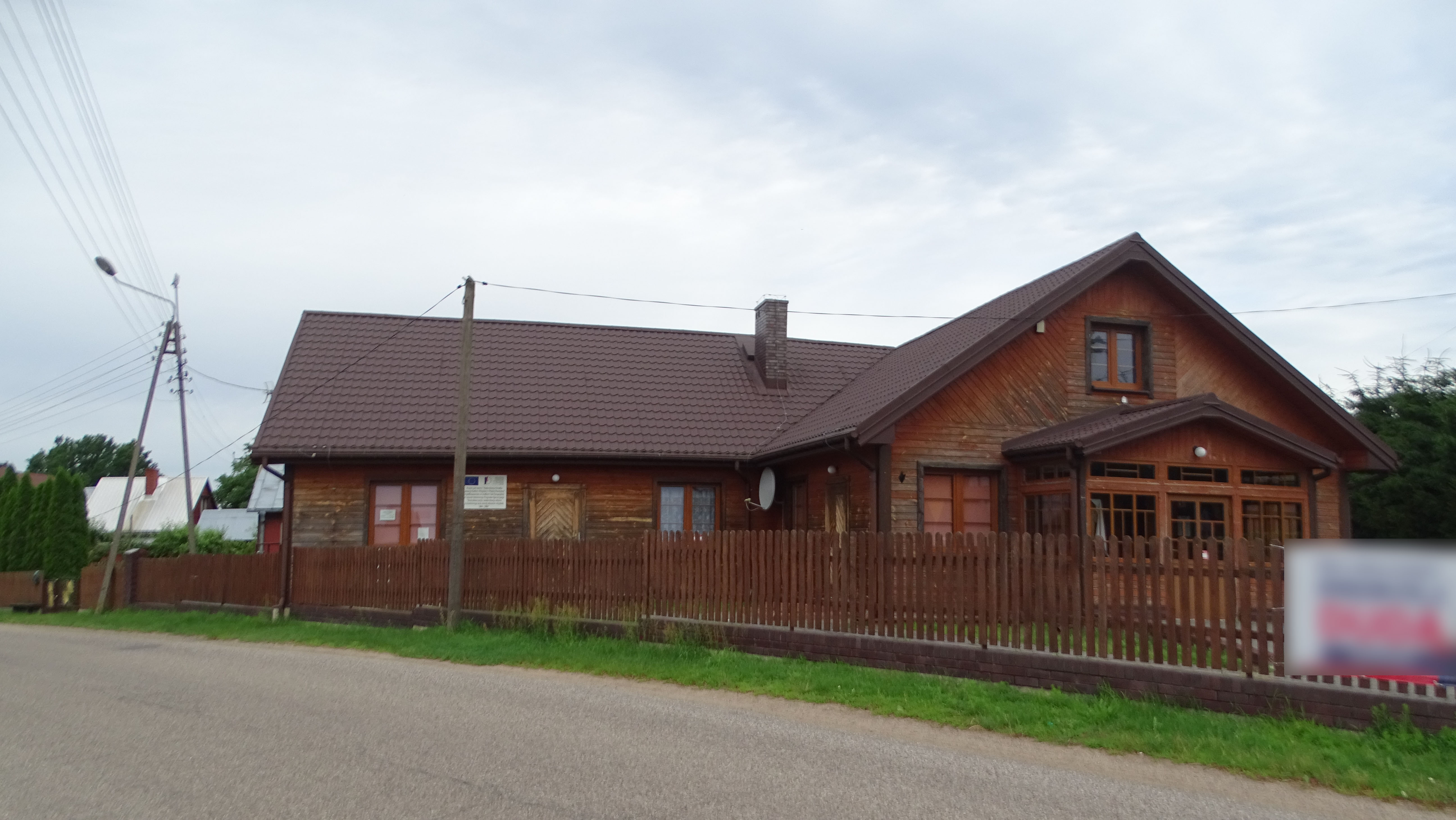
Dom parafialny
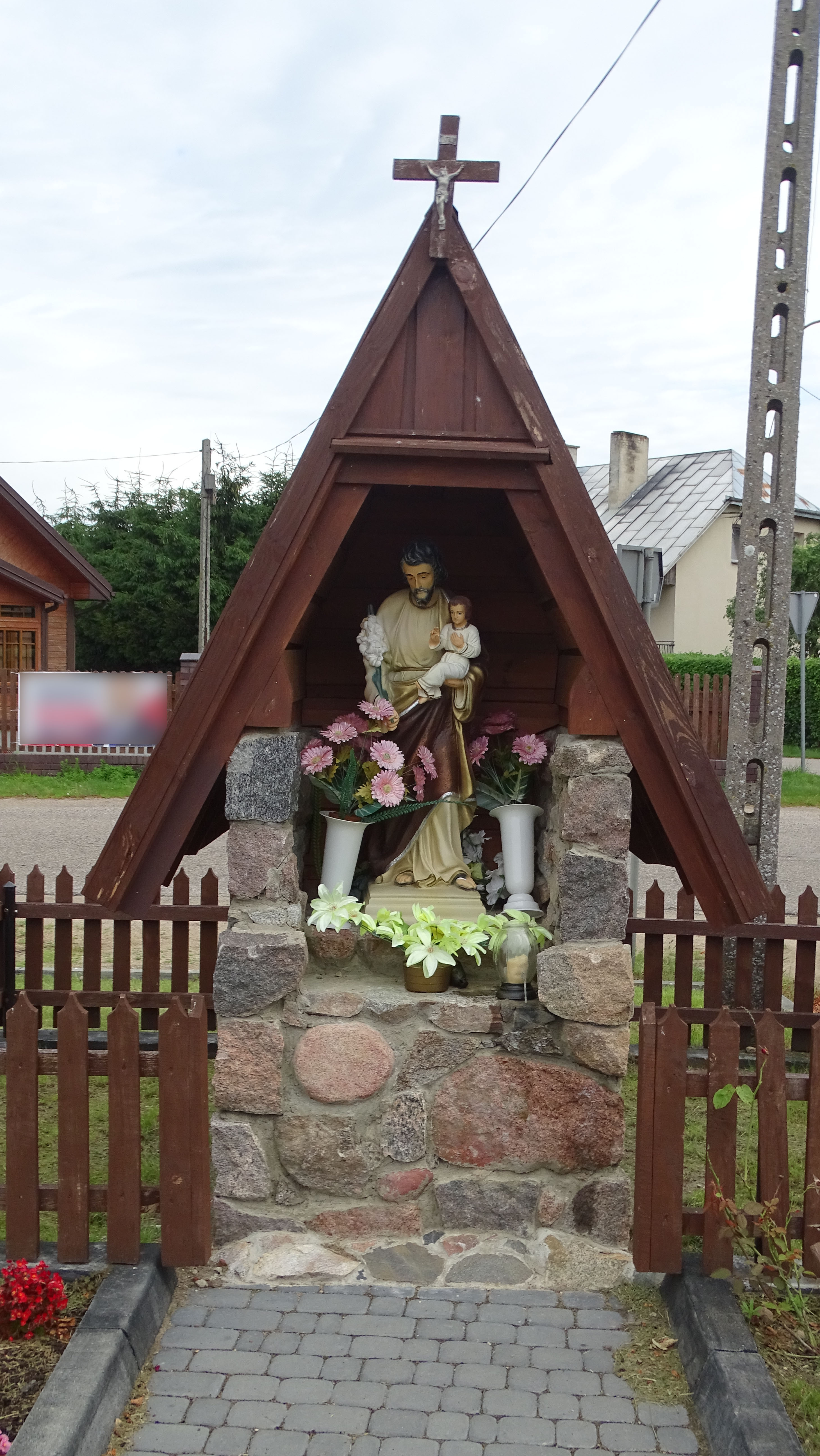
figurka św. Józefa